# Nordpolitik
La Nordpolitik (hangeul : 북방 정책 ; hanja : 北方政策 ; RR : Bukbang jeongchaek) est une politique internationale mise en œuvre par la Corée du Sud. Elle vise à isoler diplomatiquement la Corée du Nord en se rapprochant de ses alliés traditionnels, la République populaire de Chine et l'URSS. Cette politique est initiée par le président Sud-Coréen Roh Tae-woo, conseillé par Kim Chong-whi
La normalisation des relations intervient dès 1990 avec la Russie soviétique, et dès 1992 avec la Chine ; ceci permet à la Corée du Sud d'intégrer en 1991 l'ONU.
Cette approche est supplantée par la Sunshine Policy à partir de 1998 qui vise elle à rétablir les relations avec la Corée du Nord.

## Référence
1. ↑  Jinwung Kim 2012, p. 502